# Roguecraft
A Roguecraft a Badger Punch games által fejlesztett izometrikus nézetű kalandjáték, melyet a Thalamus Digital Publishing adott ki 2024-ben Amiga platformra. Előzményként, Rogue 64 néven, egy felülnézetes változat jelent meg Commodore 64-re 2021-ben a Bitmap Soft kiadásában.

## Alaptörténet
Időtlen időkig nyúlik vissza az a legenda, mely egy sötét és halálos kazamata-rendszerről szól, tele elképzelhetetlen szörnyűségekkel és felfoghatatlan kincsekkel. Elég kinccsel ahhoz, hogy bárkit királlyá tegyenek. Zendar, a harcos, a mágus, de leginkább egy csavargó már régóta keresi ezt a helyet, mióta egy ősi egyiptomi könyvtárban rábukkant egy szövegben. Egy sötét lényről és egy mágikus amulettről szólt a történet. A hely neve Mordecoom labirintusa, Zendar pedig Te vagy.

## Jellemzők
A Roguecraft a "Rogue-szerű" videójátékok sorába illeszkedik, melyek az 1980-as kiadású Rogue videójáték fantasy-környezetben játszódó, körökre osztott játékmenetű, labirintusfelfedezős jellegét viszi tovább szerepjáték elemekkel. A szoftveresen generált folyosórendszerek és termek titkos szobákat, varázsitalokat és különféle vicces (pl. csirkék) és félelmetes szörnyeket (pl. csápos szörny) rejtenek. A labirintus felfedezésére és a küldetés teljesítésére egyetlen élet áll rendelkezésre. Minden újrajátszás teljesen új és egyedi élményt ad a labirintus újragenerálása miatt.
A játék fejlesztése során törekedtek az egyszerűségre, így a program kezelése joystickkel vagy billentyűzettel történik, utóbbi esetben a kurzorgombok segítségével. A támadás automatikusan történik, ahogy egy ellenséges lény felé közelít a játékos. Tárgyak felvétele is pusztán a "rágyaloglásukkal" történik, használatuk pedig a tűzgomb, illetve a szóköz lenyomva tartása, majd elengedése révén foganatosítható. Az ESC billentyű lenyomása a szokásos kilépést jelenti.

## Fejlesztés
A Roguecraft a Commodore 64-en megjelent Rogue 64 továbbfejlesztett, kibővített változata, mely viszont a "The C64 'Cassette 50'" jótékonysági szoftverfejlesztő versenyre készült és ott 4. helyezést elért Rogue4k programból fejlődött ki. A Rogue4k kevebb, mint 4000 bájt méretet igényelt és a grafikája az eredeti Rogue játékot idéző minimalista PETSCII, azaz karakteres felépítésű volt. A kód felét tette ki a térképgeneráló rutin.
A Rogue 64 elkészítése abból a motivációból fakadt, hogy több lehetőség is van a C64-ben, melyet érdemes kihasználni. Az új játék megtartotta elődje számos jellegzetességét, így például a viszonylag kis játékteret, viszont cserébe minden szükséges információ és a térkép is felfért egy képernyőre. Ez jelentősen egyszerűsíti a játék áttekinthetőségét. A fejlesztés a jótékonysági verseny évében, 2021-ben indult és hat hónapot vett igénybe.
Ricki Sickinger szoftverfejlesztő és Henning Ludvigsen grafikus a Rogue 64 sikerén felbuzdulva úgy döntöttek, hogy egy sokkal jobban kinéző, a C64-változatból kimaradt tartalmakat és tulajdonságokat is magában foglaló játékot írnak Amigára. A játékmenet és az alaplogika ugyanaz, mint a korábbi változatban, de a fejlesztők titkos szobákat, új varázsitalokat, több szörnyet és két új karaktert adtak a Harcos mellé, a Csavargót és a Varázslót.

## Fogadtatás
| Összegzőoldal | Értékelés |
| ------------- | --------- |
| Lemon Score   | 8,19      |

| Szerző       | Értékelés   |
| ------------ | ----------- |
| Zzap!64      | 77% (C=64)  |
| Amiga Addict | 96% (Amiga) |
| Retro Gamer  | 90% (Amiga) |

| Szerző   | Díj                        |
| -------- | -------------------------- |
| FREEZE64 | TOP5 Game of the Year 2022 |

Az Amiga Addict a következő szavakkal ajánlja az Amiga változatot: "A lovecrafti kinézet ragyogóan sikerült. A kazamaták különböző szintjeinek atmoszférája teljesen átjön, a szereplők bájosak és jól megszemélyesítettek. A Roguecraft biztosan nem fog csalódást okozni."
A Retro Gamer "Sizzler" minősítést adott a játéknak a következő méltatással: "Gyönyörű grafikával, atmoszférikus hanghatásokkal, ellenállhatatlan játékmenettel ez egy olyan játék, melyhez biztosan újra és újra visszatérsz."
A Rogue 64 videójátékot a FREEZE64 online magazin beválasztotta 2022 öt legjobb játéka közé és Vinny Mainolfi bemutatójában úgy fogalmazott , hogy a játék "percek alatt behúz és órákig fogsz vele játszani."
A Zzap!64 magazin 77%-ot adott az összhatásra és szerintük "a játékmenet élvezetes, váltakozó bájitalokkal és kihívást jelentő rosszfiúkkal. A műfajt kedvelők ennélfogva szeretni fogják."